# 469
Évszázadok: 4. század – 5. század – 6. század
Évtizedek: 410-es évek – 420-as évek – 430-as évek – 440-es évek – 450-es évek – 460-as évek – 470-es évek – 480-as évek – 490-es évek – 500-as évek – 510-es évek
Évek: 464 – 465 – 466 – 467 –  468 – 469 – 470 – 471 – 472 – 473 – 474

## Események

### Nyugat- és Keletrómai Birodalom
- Flavius Marcianust (nyugaton) és Zenót (keleten) választják consulnak.
- A vandálok partra szállnak a peloponnészoszi Mani-félszigeten, de a helybeliek visszaverik a támadásukat. A vandálok bosszúból 500 túszt szednek Zakinthoszon, akiket aztán lemészárolnak.
- A Konstantinápolyban nevelkedő (gyakorlatilag túszként élő) Theoderik osztrogót herceg visszatér pannóniai hazájába.
- Dengizich hun király elesik egy, a keletrómaiakkal vívott összecsapásban. Karóra tűzött fejét Konstantinápoly cirkuszában állítják ki.
- I. Childeric frank király és Paulus római comes visszaveri a "szászok" (valószínűleg a vizigótok szövetségesei) támadását. A szászokat egy bizonyos Adovacrius vezeti, aki talán azonos a következő évben nyugatrómai szolgálatban feltűnő Odoacerrel.
- Meghal Remismund, a hispániai szvébek királya. Utóda Theodemund.

## Halálozások
- Dengizich, hun király (Attila fia)
- Remismund, szvéb király

## Fordítás
- Ez a szócikk részben vagy egészben  a(z)   469 című francia Wikipédia-szócikk ezen változatának fordításán alapul.  Az eredeti cikk szerkesztőit annak laptörténete sorolja fel. Ez a jelzés csupán a megfogalmazás eredetét és a szerzői jogokat jelzi, nem szolgál a cikkben szereplő információk forrásmegjelöléseként.